# The Song Remembers When
The Song Remembers When è il terzo album in studio della cantante statunitense Trisha Yearwood, pubblicato nel 1993.

## Tracce
1. The Song Remembers When – 3:54 (Hugh Prestwood)
2. Better Your Heart Than Mine – 3:52 (Lisa Angelle, Andrew Gold)
3. I Don't Fall In Love So Easy (featuring Rodney Crowell) – 4:12 (Rodney Crowell)
4. Hard Promises to Keep – 3:57 (Kimmie Rhodes)
5. Mr. Radio – 3:25 (Roderick Taylor)
6. The Nightingale – 3:50 (Jude Johnstone)
7. If I Ain't Got You – 3:01 (Trey Bruce, Craig Wiseman)
8. One In a Row (featuring Willie Nelson) – 3:11 (Willie Nelson)
9. Here Comes Temptation – 3:40 (Kostas)
10. Lying to the Moon – 3:52 (Matraca Berg, Ronnie Samoset)